# Jasień (województwo mazowieckie)
Jasień – wieś w Polsce położona w województwie mazowieckim, w powiecie sokołowskim, w gminie Repki. Ma status sołectwa.
W latach 1975–1998 miejscowość administracyjnie należała do województwa siedleckiego.
Wierni kościoła rzymskokatolickiego należą do parafii św. Anny w Rogowie.